# IC 4517
IC 4517 ist eine Spiralgalaxie vom Hubble-Typ Sb im Sternbild Bärenhüter am Nordsternhimmel. Sie ist schätzungsweise 241 Millionen Lichtjahre von der Milchstraße entfernt.
Das Objekt wurde am 28. Juli 1903 von Stéphane Javelle entdeckt.